# Estlands fodboldlandshold
Estlands fodboldlandshold (estisk: Eesti jalgpallikoondis) er det nationale fodboldhold i Estland, og landsholdet bliver administreret af Eesti Jalgpalli Liit. Holdet har aldrig deltaget i en slutrunde. Holdet blev i 2007 træner af danske Viggo Jensen.
Fra 1940 til 1991 var holdet en del af Sovjetunionens fodboldlandshold.